# Козлов Олександр Олександрович
Олександр Олександрович Козлов (нар. 2 січня 1981, Южно-Сахалінськ, РРФСР, СРСР) — російський політичний діяч. Міністр природних ресурсів і екології Російської Федерації з 10 листопада 2020 року.
Міністр Російської Федерації з розвитку Далекого Сходу і Арктики (з 18 травня 2018 по 10 листопада 2020 року). Губернатор Амурської області з 20 вересня 2015 по 18 травня 2018 (тимчасово виконувач обов'язків губернатора Амурської області з 25 березня по 20 вересня 2015). Мер Благовещенська (з 19 вересня 2014 по 25 березня 2015 року).

## Життєпис
Олександр Олександрович Козлов народився 2 січня 1981 року в Південно-Сахалінську Сахалінської області. Середню школу закінчив у Райчихинську Амурської області.
У 2003 році закінчив Благовіщенський філія Московської академії підприємництва при Уряді Москви за спеціальністю «юриспруденція», отримавши кваліфікацію «юрист». Навчався в Далекосхідному федеральному університеті за спеціальністю «гірничий інженер».
У 2000—2007 роках працював у ТОВ «Амурське вугілля» (Райчихинськ, Амурська область), дочірньої компанії холдингу. Обіймав посади провідного юрисконсульта, в.о. помічника генерального директора з юридичних питань, керівника юридичного відділу та Департаменту, заступника генерального директора з правових питань та корпоративної безпеки.
У 2007 році був призначений директором філії компанії в Гукові (Ростовська область).
У 2008 році Олександр Козлов очолив філію компанії в Благовєщенську (Амурська область).
У 2009—2010 року обіймав посаду генерального директора в Райчихинську.
У 2011 році перейшов на державну службу в уряд Амурської області на запрошення губернатора регіону Олега Кожем'яко. 2 лютого 2011 року Олександр Козлов був призначений першим заступником Міністра будівництва, архітектури та житлово-комунального господарства Амурської області. У серпні того ж року став виконуючим обов'язки міністра. 23 грудня 2011 року, після поділу відомства на дві самостійні структури, очолив обласне Міністерство житлово-комунального господарства.
14 лютого 2014 року обійняв посаду першого заступника голови Адміністрації Благовєщенська. З 20 лютого того ж року, після відставки голови міста Павла Березовського, виконував обов'язки керівника міської адміністрації.
У квітні 2014 року став переможцем попереднього внутрішньопартійного голосування (праймеріз) партії Єдина Росія з відбору кандидатів на пост глави Благовєщенська.
У 2014—2015 роках — мер Благовещенська. 14 вересня 2014 року 33-річний Олександр Козлов здобув перемогу на виборах голови міста, за нього проголосували 38,68 % виборців (був висунутий партією «Єдина Росія»). Його найближчий суперник, кандидат від КПРФ Тетяна Ракутіна, набрала 16,97 %. 19 вересня того ж року Олександр Козлов офіційно вступив на посаду голови міста.
У 2015—2018 роках — губернатор Амурської області. 25 березня 2015 року Указом Президента РФ Володимира Путіна Козлов був призначений тимчасово виконуючим обов'язки губернатора Амурської області. Колишній керівник регіону Олег Кожем'яко того ж дня очолив Сахалінську область замість Олександра Хорошавіна, відправленого у відставку у зв'язку з втратою довіри глави держави.
13 вересня 2015 року на дострокових виборах Олександр Козлов був обраний губернатором Амурської області, за нього проголосували 50,64 % виборців. Його основний конкурент, кандидат від ЛДПР Іван Абрамов, отримав 28,30 %. 20 вересня того ж року відбулася церемонія інавгурації обраного глави регіону. На той момент Олександр Козлов став одним з наймолодших керівників російських регіонів.
18 вересня 2016 року Олександр Козлов брав участь у виборах депутатів Законодавчих зборів Амурської області VII скликання. Очолював список регіонального відділення політичної партії. Після виборів відмовився від місця в Заксобраніі.
З 18 травня 2018 року — міністр РФ з розвитку Далекого Сходу (з 2019 року — Далекого Сходу і Арктики) в урядах Дмитра Медведєва (2018—2020) і Михайла Мішустіна (2020—н.в.). Змінив на цій посаді Олександра Галушку.
26 лютого 2019 року відомство було перейменовано в Міністерство з розвитку Далекого Сходу і Арктики. 21 січня 2020 року Олександр Козлов зберіг свою посаду в новому уряді Михайла Мішустіна.
Входив до політичної ради Амурського регіонального відділення партії Єдина Росія.
10 листопада 2020 року призначений міністром природних ресурсів і екології Російської Федерації.

## Санкції
25 лютого 2022 року і в середині грудня 2022 року, на тлі вторгнення Росії в Україну, включений до списку санкцій Євросоюзу, на думку об'єднання «він несе відповідальність за, підтримку або здійснення дій або політики, які підривають або загрожують територіальній цілісності, суверенітету та незалежності України, стабільності чи безпеки в Україні або які перешкоджають роботі міжнародних організацій в Україні».
21 грудня 2022 доданий до санкцій Швейцарія.
24 лютого 2023 року, у річницю початку російського вторгнення на Україну, внесений до списку санкцій США за «здійснення російських операцій та агресії щодо України».
9 червня 2022 року також внесено до списків санкцій України.
24 лютого 2022 доданий до санкційного списку Австралії та Нової Зеландії.

## Сім'я
Одружений, є дочка.
Тесть — Євген Логінов. За даними видання «Собеседник», коли Козлов був мером Благовєщенська, Євген Логінов керував міською УК, у якій у міста була своя частка. Коли Олександр Козлов став губернатором Амурської області, Євген Логінов очолив місцеву «Експлуатаційно-господарську службу», яка отримала держзамовлення на 500 млн руб.
Мати — Ірина Козлова, власниця компанії «СпецПромБуд». Компанія будувала особняк на березі річки Зеї, який приписують Олександру Козлову.